# Spieka-Neufeld
Spieka-Neufeld (platduits: Spieker-Neefeld) is een dorp in de Duitse deelstaat Nedersaksen, aan de Waddenzee. Het dorp maakte van 1968 tot 2015 deel uit van de gemeente Nordholz in het Landkreis Cuxhaven. Op 1 januari 2015 ging die gemeente Nordholz op in de eenheidsgemeente Wurster Nordseeküste. 

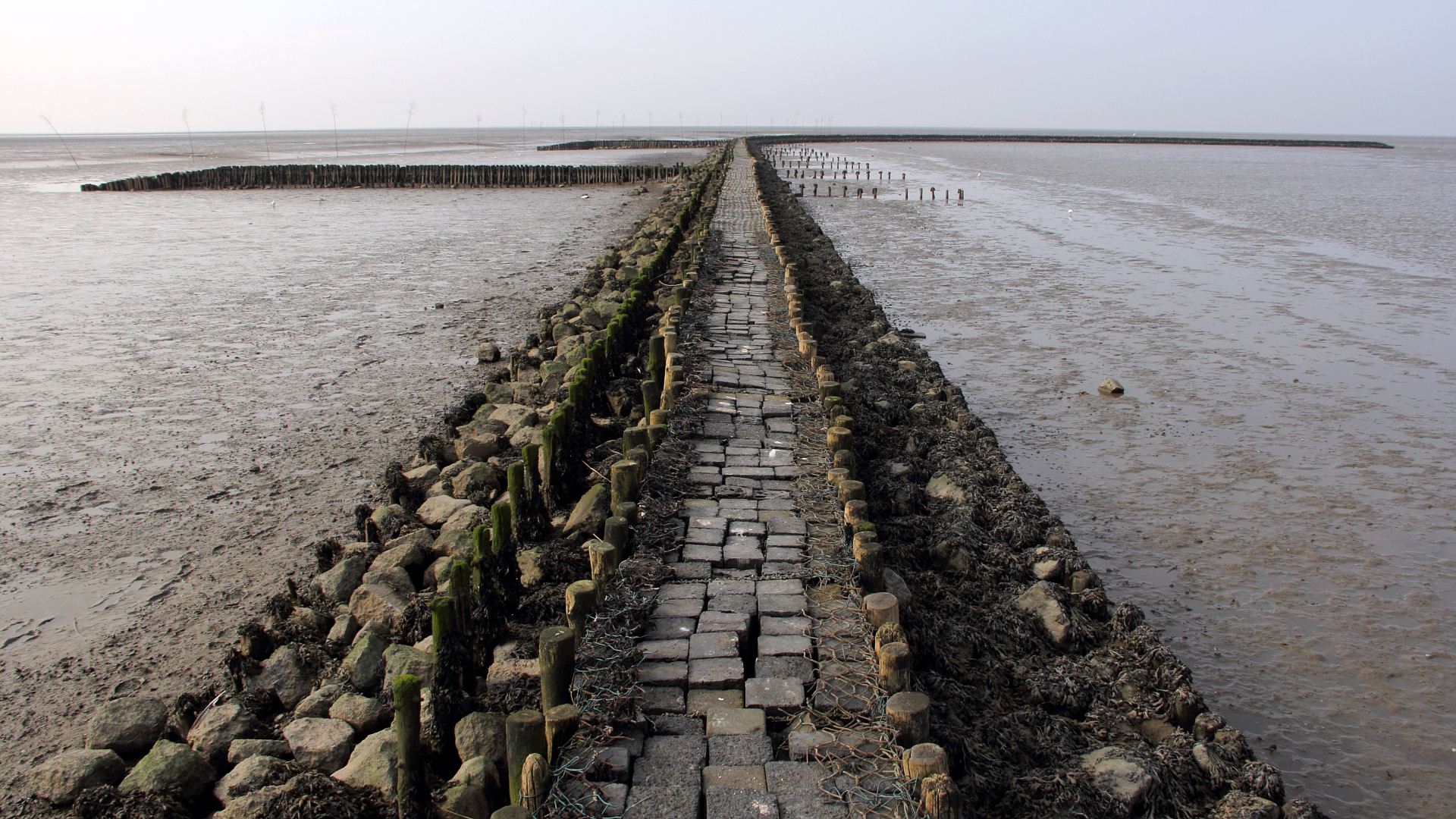
Rijsdam (Lahnung) in het wad vóór Spieka-Neufeld

Het dorp heeft een haventje voor garnalenvisserij en pleziervaart. Het ligt direct achter de zeedijk, ten westen van het Land Wursten. Het Neufeld is een strook van ongeveer 15 kilometer lang en 2 km breed dat oorspronkelijk buitendijks land was. In de zeventiende eeuw is het op initiatief van drie aannemers uit Emden ingepolderd. Omdat het Land Wursten zelf onvoldoende middelen had is het gebied toen niet bij Wursten getrokken, maar is het via een omweg deel geworden van de gemeente Nordholz.
- Virtual International Authority File: 247307862